# Hurd Hatfield
Hurd Hatfield, född 7 december 1917 i New York, död 26 december 1998 i Rathcormac i County Cork, Irland, var en amerikansk skådespelare. Han gjorde bland annat titelrollen i 1945 års filmversion av Dorian Grays porträtt.

## Filmografi, urval
- 1945 – Dorian Grays porträtt
- 1946 – En kammarjungfrus memoarer
- 1947 – Icke misstänkt
- 1958 – Billy the Kid
- 1961 – El Cid
- 1968 – Bostonstryparen